# Marketa Lazarová (film)
Marketa Lazarová este un film istoric cehoslovac din 1967 regizat de František Vláčil. Este o adaptare a romanului Marketa Lazarová (Marketa, fiica lui Lazar, 1931) de Vladislav Vančura. Filmul are loc într-un timp nedeterminat în timpul Evului Mediu și povestește despre o fiică a unui lord feudal răpită de cavaleri vecini și care devine amanta unuia dintre aceștia. 
Marketa Lazarová a fost votat cel mai bun film ceh din toate timpurile într-un sondaj realizat în 1998 de critici și publiciști cehi de film.
Theodor Pištěk a proiectat costumele pentru film. 